# 佐藤千裕
佐藤 千裕（さとう ちひろ、1997年10月14日 - ）は、日本の女子バスケットボール選手である。ポジションはスモールフォワード。Wリーグのプレステージ・インターナショナル アランマーレ所属。

## 来歴
石川県出身。
津幡高校でインターハイ、北陸大でインカレをそれぞれ経験。
卒業後は当時地域リーグ所属で翌シーズンよりWリーグ参入が決まっていたプレステージ・インターナショナル アランマーレに加入。